# 5114 Yezo
Az 5114 Yezo (ideiglenes jelöléssel 1988 CO) a Naprendszer kisbolygóövében található aszteroida. Ueda Szeidzsi és Kaneda Hirosi fedezte fel 1988. február 15-én.